# Adjusted present value
L'Adjusted Present Value (APV) corrisponde al valore attuale netto calcolato solo in base al capitale proprio. Esso fu proposto inizialmente da Myers nel 1973, in seguito fu teorizzato da Lorenzo Peccati, docente di Matematica Finanziaria presso l'Università Bocconi.
Capita sovente che un investimento non sia finanziato interamente con capitale proprio, ma anche attraverso una quota di fondi messo a disposizione da terzi (sia esso di natura onerosa - come una banca o meno - finanziamento fornitori). Il problema è che quest'ultimo capitale è gravato di un costo (il costo del capitale di debito) che influenza il valore attuale netto (VAN). Sono state proposte varie soluzioni al problema, fra cui una che considera come il costo del capitale di debito anche per il capitale proprio e un'altra che considera il WACC, ovvero facendo entrare in gioco una media ponderata nel calcolo del VAN. L'APV rappresenta una soluzione che risolve alcuni dei problemi che le precedenti non risolvono. Un esempio può chiarire la questione.

## Problema
Si investono 1000 euro per due anni: dopo il primo anno vengono rimborsati 700 euro, al termine dell'investimento altri 800. Si supponga che, dei 1000 euro iniziali, 400 vengano prestati per un anno con interessi al 15% (costo del capitale di debito). Il costo del capitale proprio non impiegato è del 10%.

### Soluzione 1: Attualizzazione dei flussi al costo del capitale di debito
In questo caso si ha il seguente VAN:
{\displaystyle G(15\%)=-1000+700*1,15^{-1}+800*1,15^{-2}}
che dà come risultato circa 213,61. Si tratta, evidentemente, di un'approssimazione per difetto, in quanto il costo opportunità del capitale proprio è inferiore al costo del capitale di debito.

### Soluzione 2: Media ponderata
In questo caso si calcola la media ponderata fra il costo opportunità del capitale proprio e il costo del capitale di debito; si ha, quindi:
{\displaystyle {\frac {10\%*600+15\%*400}{1000}}=12\%}
e passando al calcolo del VAN:
{\displaystyle G(12\%)=-1000+700*1,12^{-1}+800*1,12^{-2}}
che dà come risultato 262,755 (circa). Contro questo metodo si possono sollevare tre obiezioni:
1. in primo luogo, il tasso del 15% incide solo nel primo anno;
2. in secondo luogo, si fa una media ponderata di un tasso attivo e di un tasso passivo (il che non ha granché senso);
3. infine, il VAN dipende dal tasso in maniera non lineare, per cui è sbagliato fare una media (lineare per definizione) fra i tassi.

### Soluzione 3: APV
Si consideri la seguente schematizzazione del problema:
1. nel momento 0 (inizio dell'investimento) si ha un'entrata di 400 euro (il finanziamento) e un'uscita di 1000 euro nell'investimento; il flusso netto è dunque un'uscita di 600.
2. dopo un anno (momento 1) l'investimento paga 700, ma 400 * 1,15 = 460 vanno restituiti al finanziatore, sicché l'entrata netta è pari a 240;
3. nel momento 2 avviene l'entrata prevista di 800.

Si calcola quindi il VAN sul capitale proprio, ovvero l'APV:
{\displaystyle G(10\%)=-600+240*1,1^{-1}+800*1,1^{-2}}
che dà come risultato 279,34 (circa).

## Pratica Finanziaria
Questo metodo è generalmente usato nella pratica finanziaria. In quanto mentre risulta estremamente complesso e articolato il calcolo diretto del valore per gli azionisti di un certo flusso finanziario (il calcolo delle componenti legate all'Equity nel CAPM è molto laborioso e articolato), risulta più agevole valutare e stimare i flussi operativi di un investimento o azienda (che rimangono sempre aleatori), separando dal calcolo i flussi di indebitamento finanziario ad essi collegati (che sono invece facilmente prevedibili). Questo permette di pervenire ad una definizione del valore dell'equity indiretto, con una sensibilità ai parametri molto contenuta, e di conseguenza molto più apprezzabile di qualità e con un migliore intervallo di confidenza.